# Xenodermus
A Xenodermus javanicus, também conhecida como cobra-dragão, serpente-de-tubérculos-de-Java, serpente-de-lama-de-Java, ou Rough-backed Litter Snake, é uma pequena espécie de serpente semi-fossorial não venenosa pertencente ao gênero monotípico Xenodermus. Esta espécie é mais conhecida por suas escamas dorsais características e mecanismo de defesa interessante no qual eles endurecem seu corpo inteiro quando ameaçados. X. javanicus é noturna e se alimenta de rãs, girinos e pequenos peixes. Embora seja conhecida por perecer uma vez colocada em cativeiro, alguns herpetocultores foram bem sucedidos em mantê-la.

## Distribuição e habitat
Xenodermus javanicus é encontrada na Península Malaia ( Malásia, Tailândia e um registro antigo da ponta mais ao sul de Mianmar ) e partes das Ilhas da Grande Sonda (Sumatra, Java e Bornéu, bem como algumas ilhas menores). Habita áreas úmidas próximas à água, incluindo florestas, pântanos e campos de arroz, em altitudes abaixo de 1 300 m, mas mais comumente entre 500 a 1 100 m acima do nível do mar.

## Descrição
Xenodermus javanicus possui uma cabeça distinta e cauda longa. O corpo é esbelto e comprimido. O comprimento total é de cerca de 50 centímetros (20 pol).  Os machos podem ser distinguidos das fêmeas examinando o tamanho geral, a espessura e o comprimento da cauda e a abertura cloacal quanto à presença de uma protuberância hemipenial. As fêmeas são maiores que os machos e possuem caudas mais finas e curtas, sem protuberância hemipenial. Por outro lado, os machos são menores comparativamente, possuem caudas mais grossas e longas e exibem uma protuberância hemipenial.

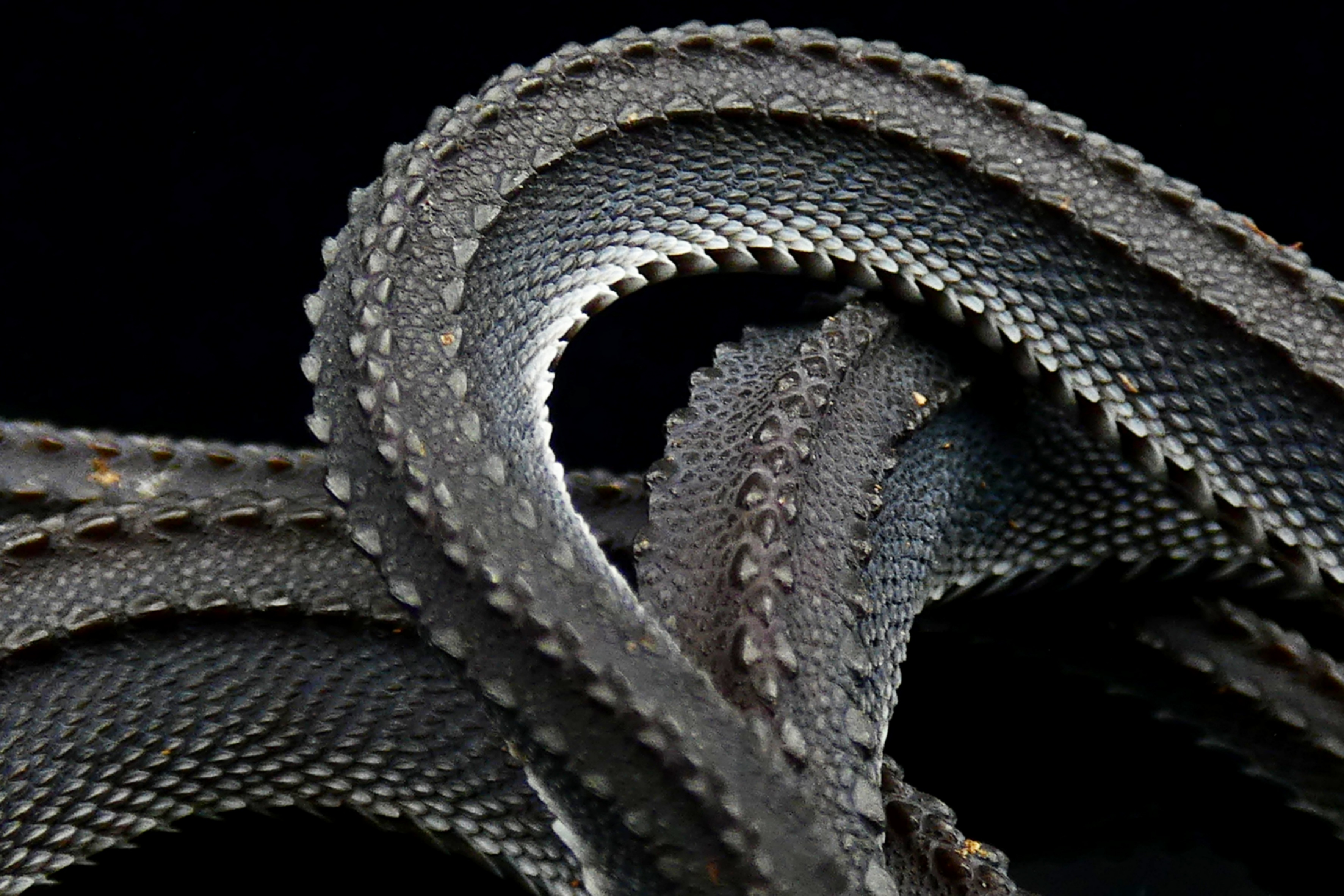
Escamas de Xenodermus javanicus

## Diferenciação de cromossomos sexuais e caracterização cariotípica
X. javanicus possui um número cromossômico incomum de 2n=32, contrastando com o cariótipo de serpente mais típico com um número estável de 2n=36. O cariótipo inclui cromossomos sexuais heteromórficos ZZ/ZW com um W heterocromático.

## Comportamento

### Reprodução
X. javanicus se reproduz por ovo e tem baixa fecundidade (2-4 ovos).

### Padrão de atividade
X. javanicus é noturna.

### Dieta
X. javanicus alimenta-se principalmente de rãs, girinos e pequenos peixes.

### Comportamento
X. javanicus exibe uma propriedade peculiar ao encontrar ameaças percebidas, endurecendo todo o corpo.

## Estado de conservação
X. javanicus é rara nas regiões ao norte de sua área de abrangência, mas é comum em Java. Parece não haver grandes ameaças para a espécie, que pode persistir em terras agrícolas úmidas, como campos de arroz. É potencialmente ameaçada por poluentes agrícolas.